# NGC 5411
NGC 5411 је елиптична галаксија у сазвежђу Волар која се налази на NGC листи објеката дубоког неба.
Деклинација објекта је + 8° 56' 16" а ректасцензија 14h 1m 59,1s. Привидна величина (магнитуда) објекта NGC 5411 износи 13,4 а фотографска магнитуда 14,4. NGC 5411 је још познат и под ознакама UGC 8940, MCG 2-36-11, CGCG 74-47, PGC 49967.